# Microgaster szelenyii
Microgaster szelenyii är en stekelart som beskrevs av Papp 1974. Microgaster szelenyii ingår i släktet Microgaster och familjen bracksteklar. Inga underarter finns listade i Catalogue of Life.